# Чанетти, Туллио
Ту́ллио Чане́тти (итал. Tullio Cianetti, 20 августа 1899, Ассизи, Королевство Италия — 8 апреля 1976, Мапуту, Мозамбик) — итальянский профсоюзный и государственный деятель, министр корпораций (1943).

## Биография
Туллио Чанетти родился 20 августа 1899 года в Ассизи в семье фермера.
В 1917 году призван в армию, участник Первой мировой войны. 23 марта 1921 года вышел в отставку в чине лейтенанта.
Вернувшись в Ассизи стал инструктором в национальной школе-интернате «Принчипе ди Наполи». Присоединился к Национальной фашистской партии и 10 апреля 1921 года организовал ячейку в родном городе. В 1922 году принял участие в «Походе на Рим». С 10 октября 1924 года — региональный секретарь фашистского синдиката в Умбрии. С 1925 года — секретарь синдикатов в Сиракузах. В 1931 году он стал секретарём Национальной федерации горняков, агитировал за повышение заработной платы. 18 февраля 1931 года стал комиссаром национальной федерации профсоюзов стекла и керамики. Несколько месяцев спустя он стал секретарем национальной федерации профсоюзов в добывающей промышленности. 15 января 1934 года стал президентом Национальной конфедерации профсоюзов итальянских фашистов (CNSFI) и членом Большого фашистского совета. С 21 июля 1934 года — унтер-секретарь Министерства корпораций.
В 1937 году заключил соглашение с Робертом Леем о том, чтобы итальянские рабочие могли свободно устраиваться и работать на территории Рейха.
В феврале 1943 года возглавил одно из важнейших министерств в фашистской Италии — Министерство корпораций. В июле 1943 года дал Дино Гранди согласие поддержать его на заседании Большого фашистского совета по вопросу о смещении Бенито Муссолини с его поста, но на заседании 25 июля 1943 года проголосовал за резолюцию Карло Скорца.
На процессе фашистского трибунала в Вероне 8 января 1944 года приговорен к 30 годам тюремного заключения. После окончания войны эмигрировал в Мозамбик. Умер 8 апреля 1976 года в Мапуту.